# لويد شو
لويد شو هو عسكري كندي، ولد في 7 فبراير 1914، وتوفي في 16 أكتوبر 1993.